# Bulwar

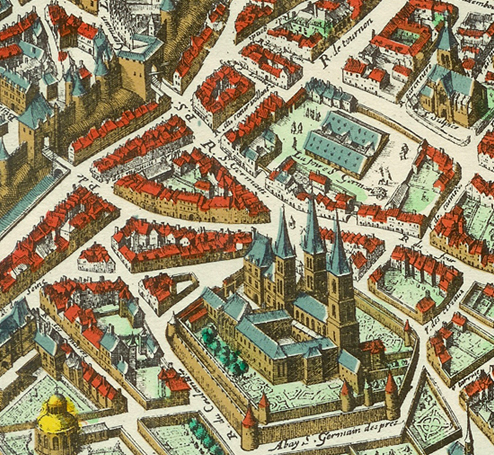
Bulwar Saint-Germain w Paryżu, 1615

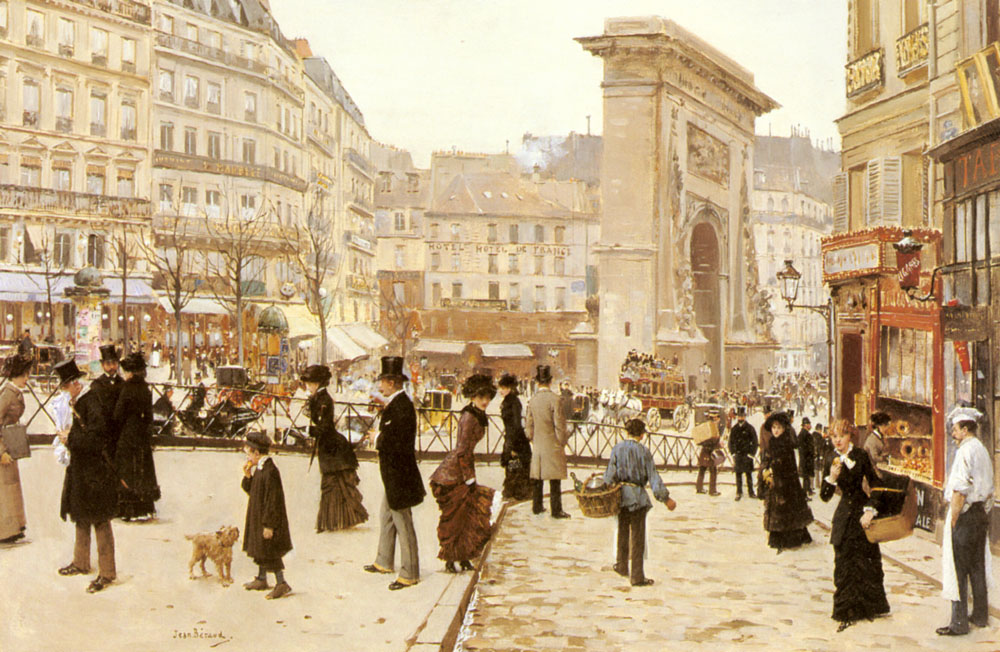
Le Boulevard Saint-Denis w Paryżu, Jean Béraud, 1899

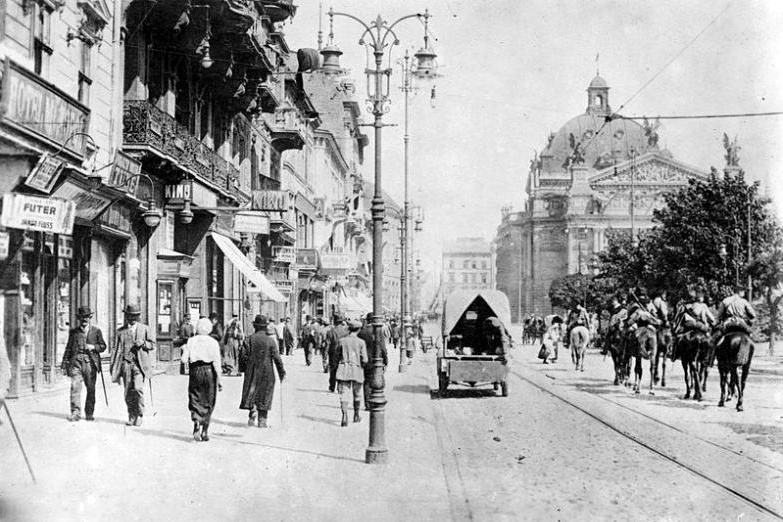
Wały Hetmańskie we Lwowie, ok. 1900

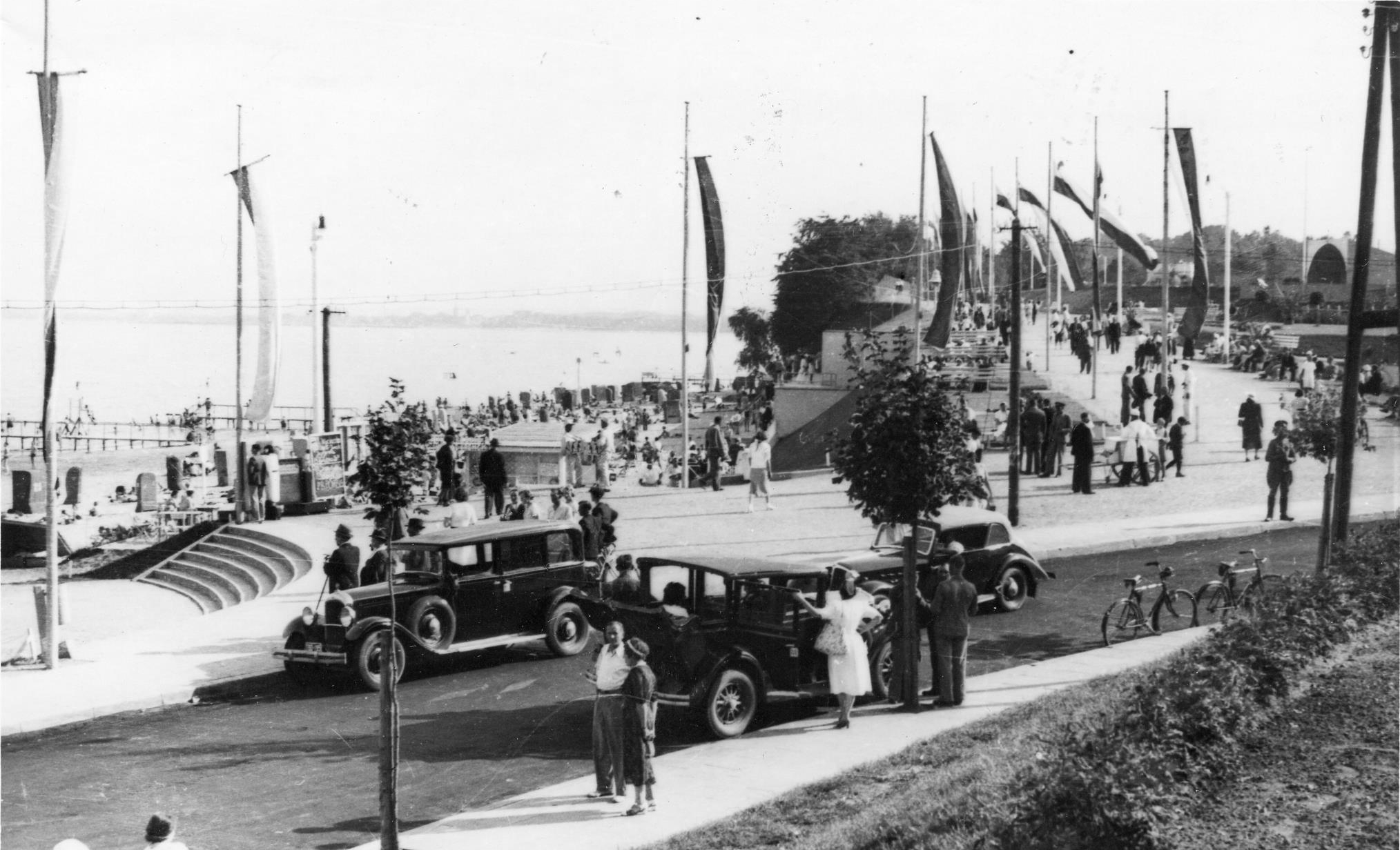
Bulwary nad morzem w Gdyni-Orłowie, 1938

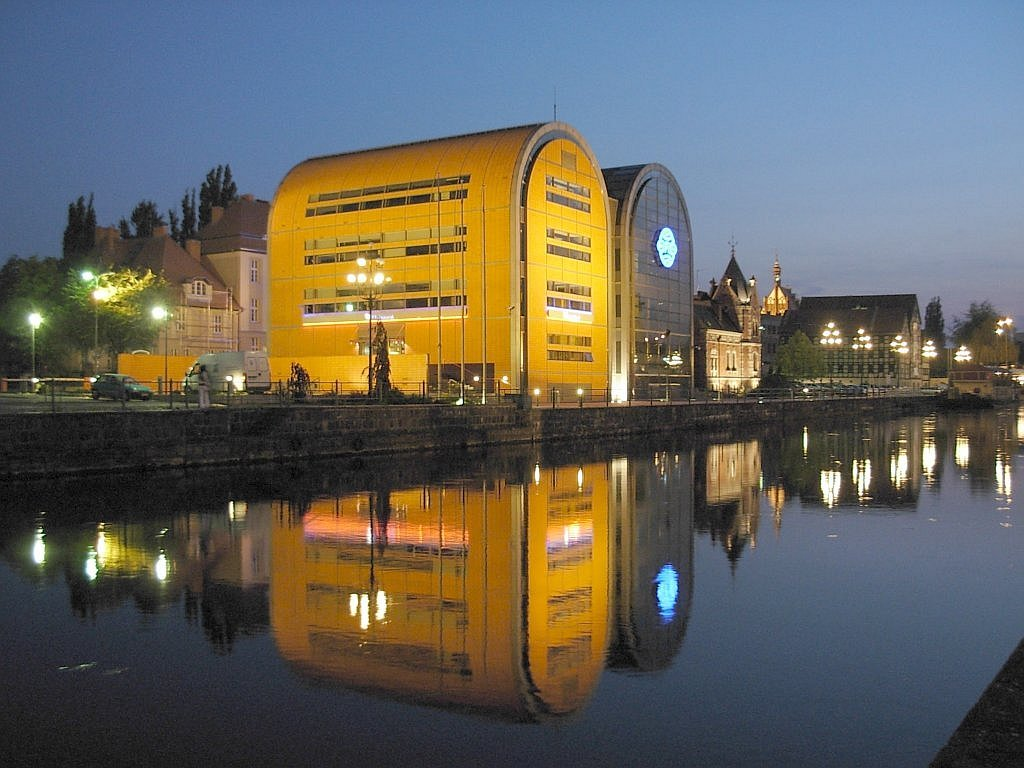
Bulwary nad Brdą w Bydgoszczy

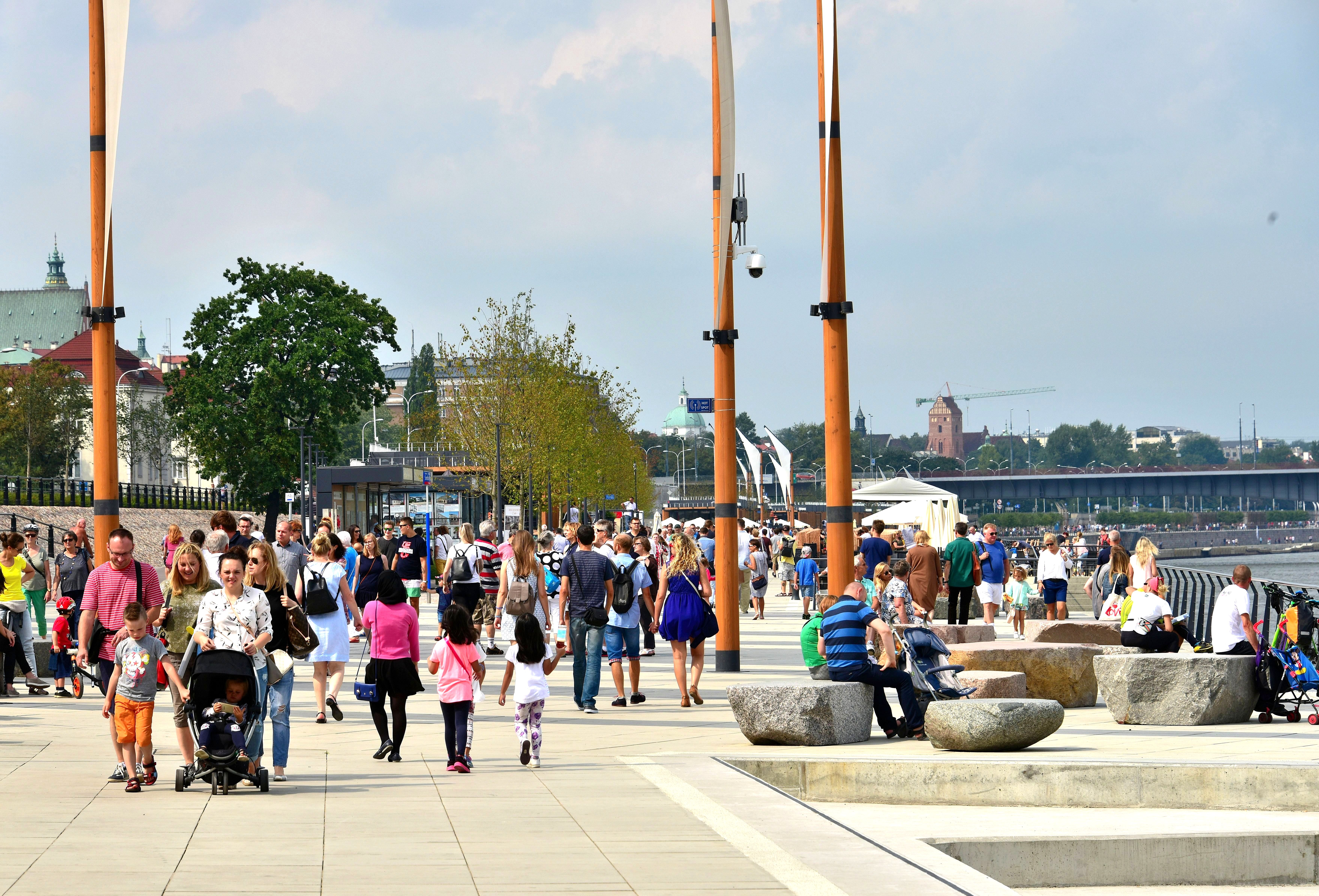
Bulwary wiślane w Warszawie

Bulwar – szeroka, zadrzewiona ulica nad brzegiem rzeki, jeziora lub morza.
Termin używany również na określenie wielkich arterii komunikacyjnych (bulwary paryskie); nazwę Bulwar Peryferyjny Paryża nosi obwodnica miasta.
Dawniej słowo bulwar (fr. boulevard, z niderl. bulwerke „bastion”) oznaczało fortyfikacje w Paryżu, na których pobudowano w XIX wieku w czasie wielkiej przebudowy nowe drogi.

## Bulwary nadwodne w Polsce
- Bulwar Nadmorski w Gdyni
- Długie Pobrzeże w Gdańsku
- Bulwary nad Odrą we Wrocławiu (Bulwary we Wrocławiu)
- Bulwary nad Wisłą:
  - Bulwar Filadelfijski w Toruniu
- Bulwary w Lidzbarku Warmińskim „Nad Łyną”
  - Bulwary Krakowa
  - Bulwary wiślane w Warszawie
  - w Płocku
  - Bulwary im. Marszałka Józefa Piłsudskiego we Włocławku
  - w Tczewie – nagrodzony na konkursie międzynarodowym, połączony z przystanią.
- Wały Chrobrego w Szczecinie
- Bulwar Zygmunta II Augusta w Elblągu
- Bulwary nad Narwią w Łomży
- Bulwary Rawy
- Bulwar Portowy nad Słupią w Ustce
- Bulwar Jana Pawła II w Iławie
- Bulwar Łazarkiewicza w Jeleniej Górze
- Bulwar Europejski nad Jeziorem Drwęckim w Ostródzie
- Bulwary nad Brdą w Bydgoszczy
- Bulwar Piastowski w Szczecinie
- Bulwar Nadwarciański w Gorzowie Wielkopolskim
- Bulwar Czarnej Przemszy w Będzinie
- Bulwar Czarnej Przemszy w Sosnowcu

## Bulwary poza Polską
- Bulwary Paryża:
  - Les Grands Boulevards (Wielkie Bulwary)
  - Les Boulevards des Maréchaux (Bulwary Marszałków)
  - Bulwar Peryferyjny Paryża
- Promenade de la Croisette w Cannes
- Promenade des Anglais w Nicei
- Bulwar Zachodzącego Słońca w Los Angeles
- Bulwar Las Olas w Fort Lauderdale na Florydzie
- Bulwar Pomare w Papeete
- Boulevard Monja Joana (Toliara) na Madagaskarze
- Bulwar Artigas w Montevideo w Urugwaju
- Avenida da Liberdade w Lizbonie